# Кварата (Арецо)
Кварата је насеље у Италији у округу Арецо, региону Тоскана.
Према процени из 2011. у насељу је живело 1282 становника. Насеље се налази на надморској висини од 248 м.